# Priscilla Frederick
Priscilla Frederick (* 14. Februar 1989 in New York City) ist eine antiguanische Hochspringerin. 

## Sportliche Laufbahn
Erste internationale Erfahrungen sammelte Priscilla Frederick bei den Commonwealth Games 2014 in Glasgow, bei denen sie mit 1,81 m in der Qualifikation ausschied. Anschließend wurde sie beim Panamerikanischen Sportfestival in Mexiko-Stadt mit 1,80 m Vierte und gewann bei den Zentralamerika- und Karibikspielen (CAC) in Xalapa mit 1,83 m die Silbermedaille hinter Levern Spencer aus St. Lucia. Im Jahr darauf gewann sie bei den Panamerikanischen Spielen in Toronto mit neuem Landesrekord von 1,91 m ebenfalls die Silbermedaille hinter Spencer, wie auch bei den NACAC-Meisterschaften in San José mit 1,88 m. Damit qualifizierte sie sich für die Weltmeisterschaften in Peking, bei denen sie mit 1,85 m in der Qualifikation ausschied. 2016 erfolgte die Teilnahme an den Olympischen Spielen in Rio de Janeiro, bei denen sie mit 1,89 m ebenfalls in der Qualifikation ausschied.
2018 nahm sie erneut an den Commonwealth Games im australischen Gold Coast teil und wurde dort mit übersprungenen 1,87 m Fünfte. Im August gelangte sie bei den CAC-Spielen in Barranquilla mit 1,82 m auf Rang vier.
Bei den Panamerikanischen Spielen 2019 in Lima gewann sie mit übersprungenen 1,87 m die Silbermedaille.
Frederick absolvierte ein Kommunikationsstudium an der St. John’s University in New York.

## Persönliche Bestleistungen
- Hochsprung: 1,91 m: 22. Juli 2015 in Toronto (Antiguanischer Rekord)
  - Hochsprung (Halle): 1,91 m, 26. Januar 2019 in Hustopeče (Antiguanischer Rekord)